# Antoni Jordà i Santandreu
Antoni Jordà i Santandreu   (Berga, 12 de setembre de 1795 - Barcelona, 23 de setembre de 1864) va ser un polític, banquer i industrial català, senador i diputat durant el regnat d'Isabel II.

## Biografia
Era el tercer i darrer fill del matrimoni de Josep Jordà i Bové i Eulàlia Santandreu i Riu. Cao als tretze anys, el seu pare el va enviar a Reus amb el seu oncle Climent Jordà. Posteriorment, va passar a València, on va començar la seva carrera mercantil. Pel que sembla, durant la Guerra del Francès va ser capturat i empresonat pels francesos.
Molt més endavant, i després de diverses desventures, el 1841 va ser nomenat senador per la província de Girona. Dissoltes les Corts, va ser nomenat senador per segona vegada per la província de Múrcia i va votar la majoria de la reina. Més endavant va ser diputat a Corts pel districte de Berga. Va ser fundador de la Compañía de Probidad, la del Banco de Fomento i la Companyia Espanyola General d'Assegurances, on va ocupar el càrrec de director.
Va morir el 23 de setembre de 1864 a la seva residència del carrer de Montserrat, 14 de Barcelona, en circumstàncies que apunten a una intoxicació.